# Будинок братів Рутченків

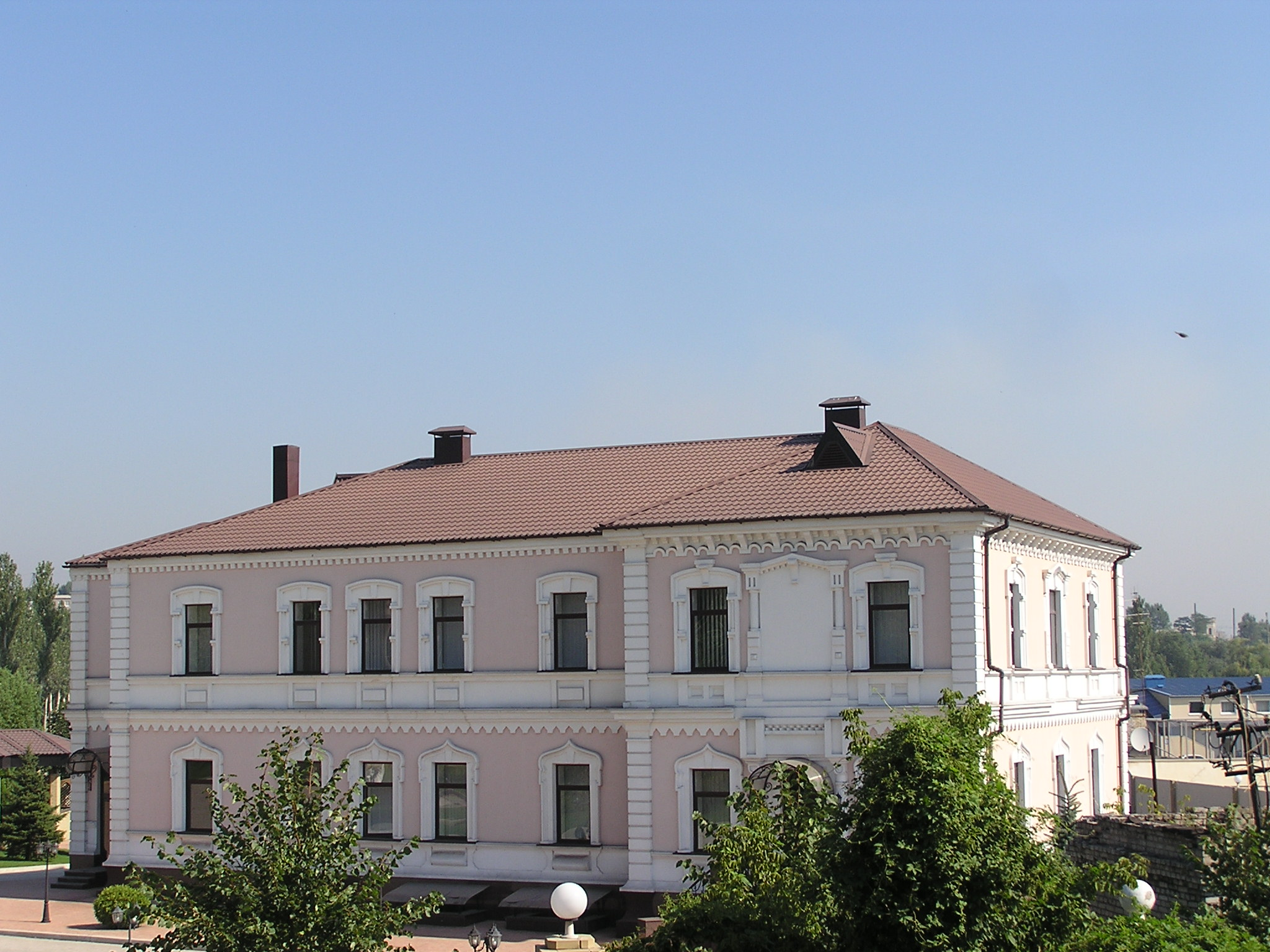
Будинок братів Рутченків, сучасний вигляд

Будинок Рутченків — панська садиба Володимира та Софії Рутченків, одна з найстаріших будівель Донецька. 1896 року, за статистичною інформацією, в ній проживало 18 людей: 7 чоловіків і 11 жінок. Стверджують, що в ньому жив засновник Донецького машинобудівного заводу Едуард Теодор Боссе. 
Останнім часом стару будівлю знаходилася в жалюгідному стані. Від поступового повного руйнування садибу врятував благодійний фонд «Олімпік». На сьогоднішній день в будівлі розташовується адміністрація футбольного клубу «Олімпік». 
Маєток Рутченко знаходиться у Ленінському районі Донецька, недалеко від найбільшого в місті металургійного заводу.